# Mehmed Baždarević
Mehmed Baždarević (Višegrad, 1960. szeptember 28. –) olimpiai bronzérmes jugoszláv és bosnyák válogatott bosnyák labdarúgó, középpályás, edző.

## Pályafutása

### Klubcsapatban
1978 és 1987 között a Željezničar labdarúgója volt. 1987 és 1996 között a francia Sochaux, 1996–97-ben a Nîmes Olympique játékosa volt. 1998-ban a svájci Étoile Carouge csapatában fejezte be az aktív labdarúgást.

### A válogatottban
1983 és 1992 között 54 alkalommal szerepelt a jugoszláv válogatottban és négy gólt szerzett. Részt vett az 1984-es franciaországi Európa-bajnokságon. Az 1984-es Los Angeles-i olimpián bronzérmet szerzett a csapattal. 1996-ban kétszer játszott Bosznia-Hercegovina válogatottjában.

### Edzőként
1998-tól dolgozik edzőként. Főleg Franciaországban tevékenykedik. 1998 és 2003 között a Sochaux segédedzője, majd 2003 és 2005 között az FC Istres vezetőedzője volt. 2005–06-ban a tunéziai Étoile Sportive du Sahel, 2006–07-ben a katari Al-Wakrah szakmai munkáját irányította. 2007 és 2010 között a Grenoble, 2011–12-ben a Sochaux vezetőedzőjeként dolgozott. A 2012–13-as idényben ismét a katari Wakrah, majd 2014-ben az algériai MC Alger csapatánál tevékenykedett. 2014 és 2017 között Bosznia-Hercegovina válogatottjának a szövetségi kapitánya volt. 2018-tól a Paris FC vezetőedzője.

## Sikerei, díjai
Jugoszlávia
- Olimpiai játékok
  - bronzérmes: 1984, Los Angeles